# Vykonstruovaný proces
Vykonstruovaný proces (resp. zinscenovaný soudní proces) je označení soudního řízení, jehož smyslem není provedení řádného soudního procesu, ale odsouzení obžalovaného za trestné činy, kterých se nedopustil. Smyslem tedy není určit vinu a vynést spravedlivý rozsudek a trest, ale odůvodnit předem určený rozsudek. Jedním z běžných příkladů takovýchto procesů jsou politické procesy v Sovětském svazu či komunistickém Československu, proces s templáři či proces s Johankou z Arku. 

## Monstrproces
Zvláštní typ vykonstruovaného procesu představuje monstrproces (neboli loutkový proces), který je pečlivě zaranžován pro široké publikum a má obvykle navíc za cíl zastrašit odpůrce a ukázat přítomnost tzv. vnitřního nepřítele. Známé jsou například monstrprocesy ze Stalinova Sovětského svazu a komunistického Československa.

## Některé metody používané u vykonstruovaných procesů
- masivní porušování práva na obhajobu a rovnosti stran (např. svědky vybírá a povolává pouze obžaloba, obhajobě se to zásadně neumožňuje; jako důvěryhodní se berou svědci pouze obžaloby; obhajoba nemá možnost se seznámit s důkazy přístupnými obžalobě)
- spolčení obžaloby, soudce (soudců) a někdy i obhajoby proti obviněnému (v extrémním případě obhájce přiznává vinu za obžalovaného, i když ten ji popírá, namísto účinné obhajoby obžalovaného nehájí, nebo dokonce poškozuje)
- masové falšování důkazů (tyto důkazy jsou pak často přijímány i tehdy, když je jejich nepravost zřejmá)
- přiznání vynucované mučením
- falšování soudních protokolů a zápisů
- zjevné dezinterpretace výpovědí obviněného
- postulování nesmyslných notoriet (např. voják, který chce uprchnout za hranice, nepochybně ihned poté vypoví nepřátelům socialistického státu všechna vojenská tajemství, která zná, tudíž pokus o útěk za hranice je pokusem o velezradu – na základě této notoriety byl komunistickým soudem odsouzen např. maršál Janoušek)
- pečlivá probírka diváků u veřejných slyšení